# Tauronethes lebedinskyi
Tauronethes lebedinskyi là một loài chân đều trong họ Trichoniscidae. Loài này được Borutzkii miêu tả khoa học năm 1949.